# Deutenhausen (Eching)
Deutenhausen ist ein Gemeindeteil der Gemeinde Eching im Landkreis Freising in Oberbayern. 

## Lage
Das Dorf liegt circa sieben Kilometer nordwestlich des Hauptortes Eching, unweit von Ottenburg.

## Geschichte
Deutenhausen wurde erstmals in einer Urkunde aus dem Jahr 791 als Tutinhusa erwähnt. Der Name kommt von einem Taito oder Toto; Haus des Taito. Unter dem Freisinger Bischof Waldo wurden 883 und 895 Rechtsgeschäfte in Tutinhusir beurkundet. 1190 taucht zum ersten Mal die Schreibweise Teitenhausen, 1547 Teytenhausen auf. Im 19. Jahrhundert wurde der Dorfname auch Taittenhausen und Daitenhausen geschrieben.
Das zwei Kilometer östlich gelegene Ottenburg war eine geschlossene Hofmark des Hochstifts Freising, zu der auch Deutenhausen bis zur Säkularisation im Jahre Jahr 1803 gehörte.
Das Dorf gehörte immer zu Ottenburg und teilte seine Geschichte mit der Hofmark. Es war also mindestens seit 1070 in Besitz Freisings.
Während des Dreißigjährigen Kriegs kam es im Mai 1632 und im Juli 1634 zum Einfall schwedischer Truppen. Viele Anwesen wurden zerstört und die Bewohner getötet. Nach dem zweiten Schwedeneinfall kam es zu einer Hungersnot, und die Pest trat auf. Nur eine einzige Familie überlebte. Im Österreichischen Erbfolgekrieg lagerten 20.000 Soldaten bei Ottenburg und Günzenhausen und verwüsteten die Gegend erneut.
Nach der Säkularisation kam die Hofmark Ottenburg – und damit auch Deutenhausen – zum neu geschaffenen Landgericht Freising. Im Rahmen der Gemeindeedikte von 1808 und 1818 wurde Deutenhausen der Ruralgemeinde Günzenhausen zugeordnet. Durch die Gebietsreform in Bayern vom 1. Januar 1978 wurde die Gemeinde Günzenhausen in die Gemeinde Eching eingegliedert.

## Einwohner
Einwohnerentwicklung. Innerhalb von 150 Jahren verdoppelte sich die Einwohnerzahl.
| Jahr           | Einwohner |
| -------------- | --------- |
| 1. Dez. 1871   | 132       |
| 16. Juni 1925  | 136       |
| 13. Sept. 1950 | 144       |
| 27. Mai 1970   | 144       |
| 25. Mai 1987   | 132       |
| 31. Dez. 2006  | 216       |
| 31. Dez. 2007  | 214       |
| 31. Dez. 2008  | 216       |
| 31. Dez. 2019  | 246       |
| 25. Nov. 2020  | 240       |

## Sehenswürdigkeit
Im Zentrum Deutenhausens steht die Sankt Franz-Xaver-Kapelle. Ihre Ursprünge gehen auf einen mittelalterlichen Bau zurück, der 1753 wegen Baufälligkeit abgerissen und neu aufgebaut wurde. (Laut Prechtl wurde die Kapelle 1753 errichtet, und es gab keine Vorgängerkapelle.) 1809 brannte die Rokokokapelle ab und wurde neu errichtet.